# Maďarovo

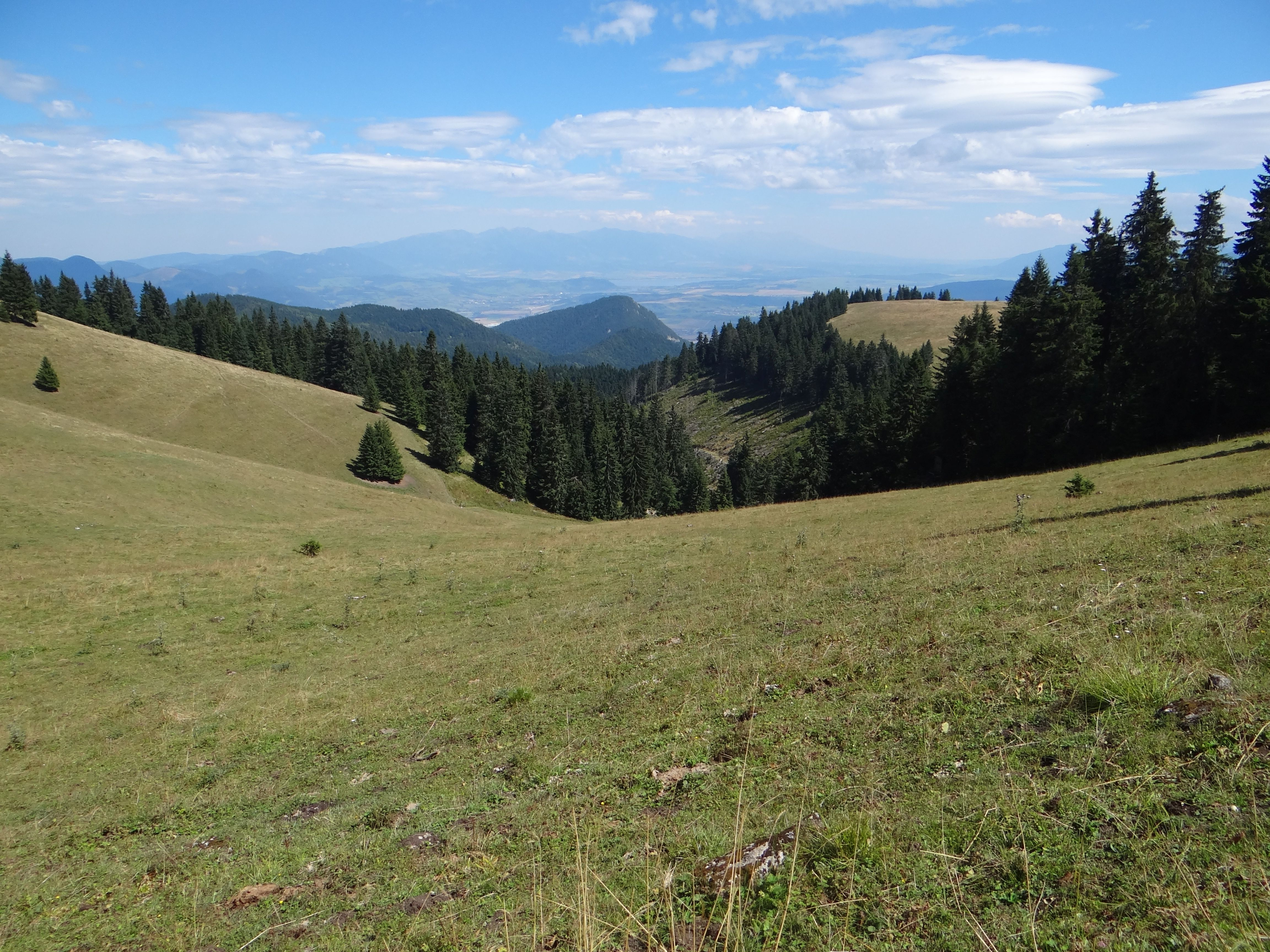

Maďarovo – najwyższa część Čutkovskiej doliny w Wielkiej Fatrze na Słowacji. Obejmuje górną część grzbietów dwóch szczytów Šiprúňa (1461 m) i źródlisko Čutkovego potoku. Dolną część porasta las iglasty, górna to hale pasterskie. W 2019 roku są ogrodzone elektrycznym pastuchem i wypasa się na nich bydło. 
Dzięki trawiastym terenem Maďarovo jest dobrym punktem widokowym. Panorama widokowa obejmuje m.in. Kubínska hoľę, Szypską Fatrę, Góry Choczańskie z wybitnym Wielkim Choczem, Kotlinę Liptowską, Tatry, część Niżnych Tatr. Przez Maďarovo prowadzą dwa szlaki turystyczne łączące się z sobą na położonych blisko siebie rozdrożch Vyšné Šiprúnske sedlo i Nižné Šiprúnske sedlo.  

## Szlaki turystyczne
odcinek: Vtáčnik (1090 m) – Vyšné Šiprúnske sedlo. Odległość 2,6 km, suma podejść 275 m, suma zejść 50 m, czas przejścia 1 h (z powrotem 45 min)
   Nová Černová (Rużomberk) – Tlstá hora (1208 m) – Chabzdová – Chabzdová, rázcestie – Maďarovo – Nižné Šiprúnske sedlo. Odległość 11,3 km, suma podejść 1095 m, suma zejść 215 m, czas przejścia 4:10 h (z powrotem 3:15 h)